# Theo Gabay
Theo Eugene Gabay, född 21 december 1973 i Spekeröd, är en svensk filmproducent och författare. Han har producerat och/eller regisserat musikvideor för artister som Håkan Hellström, Hästpojken, svenska melodiska death metal-supergruppen The Halo Effect och filmen Skickelsen.
År 2022 debuterade han som författare med science fiction-boken H.O.L.O., tillsammans med sin framlidna mor Ulla Gabay. I november 2023 släppte han sin andra roman Den Röda Manteln, skriven tillsammans med Morgan Jensen. 
I juni 2024 släppte Theo Gabay och Morgan Jensen kriminalromanen Justitia, första delen i en bokserie på tio böcker, på bokförlaget Nona.
Den 27 november 2024 släpptes andra kriminalromanen, Carpe Noctem ,  i bokserien av Theo Gabay och Morgan Jensen på bokförlaget Nona. 
12 juni 2025 släpptes tredje kriminalromanen, Parabellum  , i bokserien av Theo Gabay och Morgan Jensen på bokförlaget Nona. 
Theo Gabay är son till skådespelaren Micha Gabay och journalisten Ulla Gabay.